# Zlatko Junuzović
Zlatko Junuzović (* 26. září 1987, Loznica, SFR Jugoslávie) je rakouský fotbalový záložník a reprezentant srbského původu, který hraje od roku 2012 v klubu Werder Brémy.
V roce 2010 získal v Rakousku ocenění Fotbalista roku.

## Klubová kariéra
Na profesionální úrovni působil postupně v klubech Grazer AK, SK Austria Kärnten, Austria Vídeň a Werder Brémy.

## Reprezentační kariéra
Nastupoval v některých mládežnických reprezentacích Rakouska (U19, U20, U21).
V A-mužstvu Rakouska debutoval 1. 3. 2006 v přátelském utkání ve Vídni proti týmu Kanady (porážka 0:2).